# Rimarije iz oštarije
Rimarije iz oštarije je tretji studijski album slovenskega kantavtorja Iztoka Mlakarja. Izšel je leta 2001 pri založbi ZKP RTV Slovenija.

## Seznam pesmi
Vse pesmi je napisal Iztok Mlakar.
| Št. | Naslov                              | Dolžina |
| --- | ----------------------------------- | ------- |
| 1.  | „Blues‟                             | 5:21    |
| 2.  | „Rudi Valentinčič in Pepa Žgabucin‟ | 2:59    |
| 3.  | „Credo‟                             | 5:00    |
| 4.  | „Dešpet‟                            | 2:50    |
| 5.  | „Čikorija in kafe‟                  | 4:27    |
| 6.  | „Marjo Špinel‟                      | 4:57    |
| 7.  | „Ivo Balila‟                        | 6:28    |
| 8.  | „Var' se, čeča‟                     | 4:52    |
| 9.  | „Briškula‟                          | 4:26    |

## Sodelujoči
- Iztok Mlakar — vokal
- David Šuligoj — vsi inštrumenti, priredbe
- Ivo Umek — direktor, glavni urednik
- Jožef Klanjšček — avtor naslovnice
- Borut Žbogar in Matjaž Švagelj — inženiring
- Lean Klemenc — mastering